# Hilde Weissner
Hilde Weissner ( 3 de julio de 1909 - 30 de mayo de 1987) fue una actriz teatral, cinematográfica y televisiva alemana.

## Biografía
Su verdadero nombre era Hildegard Margot Helene Weißbrodt, y nació en Szczecin, en la actual Polonia, siendo sus padres el funcionario de justicia Rodolf Weißbrodt y su esposa, Helene, una cantante de conciertos. Tras fallecer su padre en 1922, en 1927 se mudó con su madre a Hamburgo. Allí recibió clases de interpretación de Herbert Hübner y Maria Eis, y en 1929 debutó actuando en la obra Maria Stuart, representada en el Schilleroper de Hamburgo-Altona.
Posteriormente tuvo un compromiso de dos años actuando en el Deutsches Schauspielhaus de Hamburgo, actuaciones en 1932 en la Ópera Estatal de Praga, y su debut en mayo de 1933 en el Teatro Schiller de Berlín. Además, Gustaf Gründgens la llevó a trabajar al Preußischen Staatstheater, en donde permaneció hasta el año 1939.
En el ámbito cinematográfico, Hilde Weissner rápidamente fue actriz protagonista tras su primer film en septiembre de 1933, la comedia Die Finanzen des Großherzogs. Habitualmente encarnaba a mujeres fuertes y seguras de sí mismas, en ocasiones como oponente de la actriz principal. En la comedia criminal Der Mann, der Sherlock Holmes war (1937) era una calculadora genial, y en Geheimzeichen L-B-17 (1938) mostraba sus habilidades como cantante y bailarina. Fue la rival de Hertha Feiler en la cinta de Heinz Rühmann Lauter Lügen (1938).
Finalizada la Segunda Guerra Mundial, su actividad en el cine se hizo más escasa, y Hilde Weissner regresó al Deutschen Schauspielhaus de Hamburgo. En 1950 abrió un salón de moda, y en años posteriores también empezó a actuar para la televisión. En 1962 recibió el título de Profesora del Mozarteum de Salzburgo, donde dirigió un seminario de interpretación hasta el año 1973. En 1986 recibió el Premio Filmband in Gold de los Deutscher Filmpreis por su trayectoria en el cine alemán.
El primer marido de Hilde Weissner, el compositor Peter Holm, falleció en el año 1944. En 1949 se casó con el periodista radiofónico Gerd Ribatis, del que se divorció al poco tiempo. Tuvo una relación sentimental con el actor Lothar Müthel, naciendo su hija Viola en el año 1935, y con Holm tuvo un hijo, Rolf Dieter, nacido en 1941.
Hilde Weissner falleció en Braunau am Inn, Austria, en el año 1987. Fue enterrado en el Cementerio Friedhof Ohlsdorf, en Hamburgo.

## Filmografía
- 1934 : Die Finanzen des Großherzogs
- 1934 : Pappi
- 1934 : Was bin ich ohne Dich
- 1934 : Lockvogel
- 1935 : Der Mann mit der Pranke
- 1935 : Traumulus
- 1936 : Das Schloß in Flandern
- 1936 : Dahinten in der Heide
- 1937 : Ball im Metropol
- 1937 : Der Mann, der Sherlock Holmes war
- 1938 : Der Maulkorb
- 1938 : Der unmögliche Herr Pitt
- 1938 : Fracht von Baltimore
- 1938 : Geheimzeichen L-B-17
- 1938 : Lauter Lügen
- 1939 : Ehe in Dosen
- 1939 : Die goldene Maske
- 1939 : Kennwort Machin
- 1940 : Ein Mann auf Abwegen
- 1940 : Die Rothschilds
- 1940 : Trenck, der Pandur
- 1940 : Der liebe Augustin
- 1942 : Diesel
- 1943 : Großstadtmelodie
- 1944 : Am Vorabend
- 1945 : Die Brüder Noltenius
- 1949 : Tromba
- 1953 : Das ideale Brautpaar
- 1955 : Geliebte Feindin
- 1956 : Friederike von Barring
- 1963 : Die Dubarry (telefilm)
- 1966 : Die Nibelungen (2 partes)
- 1967 : König Lear (telefilm)
- 1968 : Ein kleines Fest (telefilm)
- 1969 : Der Kommissar (serie TV), episodio Der Papierblumenmörder
- 1970 : Der Kommissar (serie TV), episodio Drei Tote reisen nach Wien
- 1972 : Der Kommissar (serie TV), episodio Das Ende eines Humoristen
- 1974 : Derrick (serie TV), episodio Waldweg
- 1978 : Schöner Gigolo, armer Gigolo
- 1978 : Derrick (serie TV), episodio Abendfrieden